# Blaste subquieta
Blaste subquieta är en insektsart som först beskrevs av Chapman 1930.  Blaste subquieta ingår i släktet Blaste och familjen storstövsländor. Inga underarter finns listade i Catalogue of Life.